# Blandingsmisbrug
Et blandingsmisbrug indebærer misbrug af flere forskellige stoffer. Det mest normale blandingsmisbrug er misbrug af alkohol og hash (cannabis).
Det er også blevet mere normalt i yngre kredse at lave simultane blandinger af stoffer. Her er kokain og alkohol mest udbredt.
| Psykiatri | Spire Denne artikel om psykiatri er en spire som bør udbygges. Du er velkommen til at hjælpe Wikipedia ved at udvide den. |